# 胖達人
パン達人手感烘焙（「パン」為日文面包之意，音近「胖」，因此多數台灣媒體直接寫成胖達人）是台灣的一家連鎖麵包店，2010年12月開幕，英文名稱為TOP POT BAKERY，公司登記名稱為麵包達人有限公司，台灣、香港、中國大陆均有分店。之後由2012年4月26日成立的生技達人股份有限公司入主。主要投資者為基因國際。

## 主要分店
臺灣
- 臺北市：有九家分店
  - 襄陽、松江：轉讓太陽王路易
  - 忠孝、民生、敦南、復興、士林、內湖：歇業
  - 南京：轉讓布里王子の麵包廚房
- 新北市：有二家分店
  - 三重重新：轉讓太陽王路易後歇業
  - 板橋文化：歇業
- 桃園市：有二家分店
  - 桃園中正：轉讓太陽王路易後歇業
  - 中壢延平：歇業
- 新竹縣：有一家分店
  - 新竹竹北：轉讓太陽王路易後歇業
- 新竹市：有一家分店
  - 新竹北大：歇業
- 臺中市：有一家分店
  - 台中公益：轉讓太陽王路易後歇業
- 臺南市：有一家分店
  - 臺南：轉讓太陽王路易後歇業
- 高雄市：有二家分店
  - 高雄三多：轉讓太陽王路易
  - 高雄左營：歇業

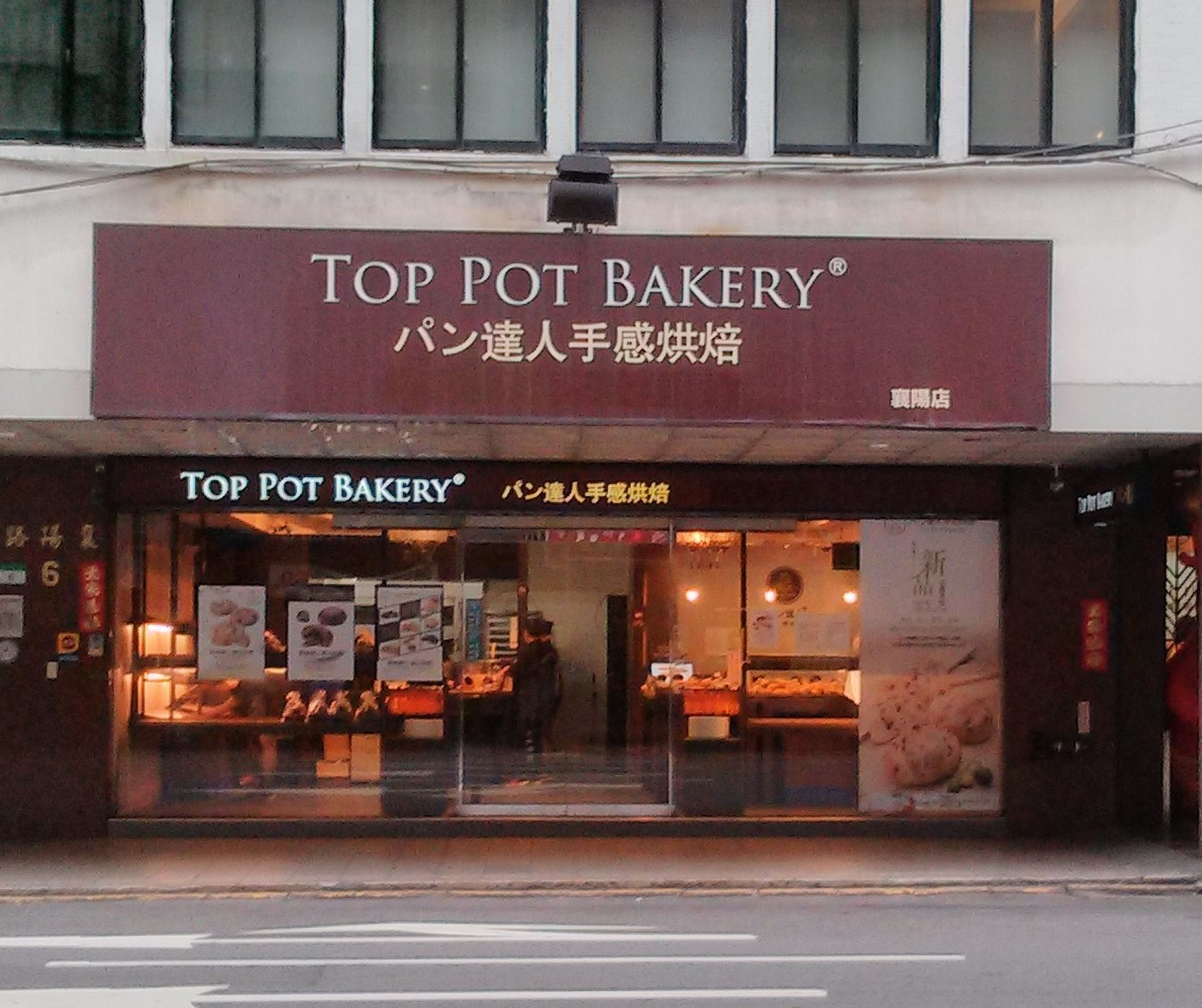
襄陽店
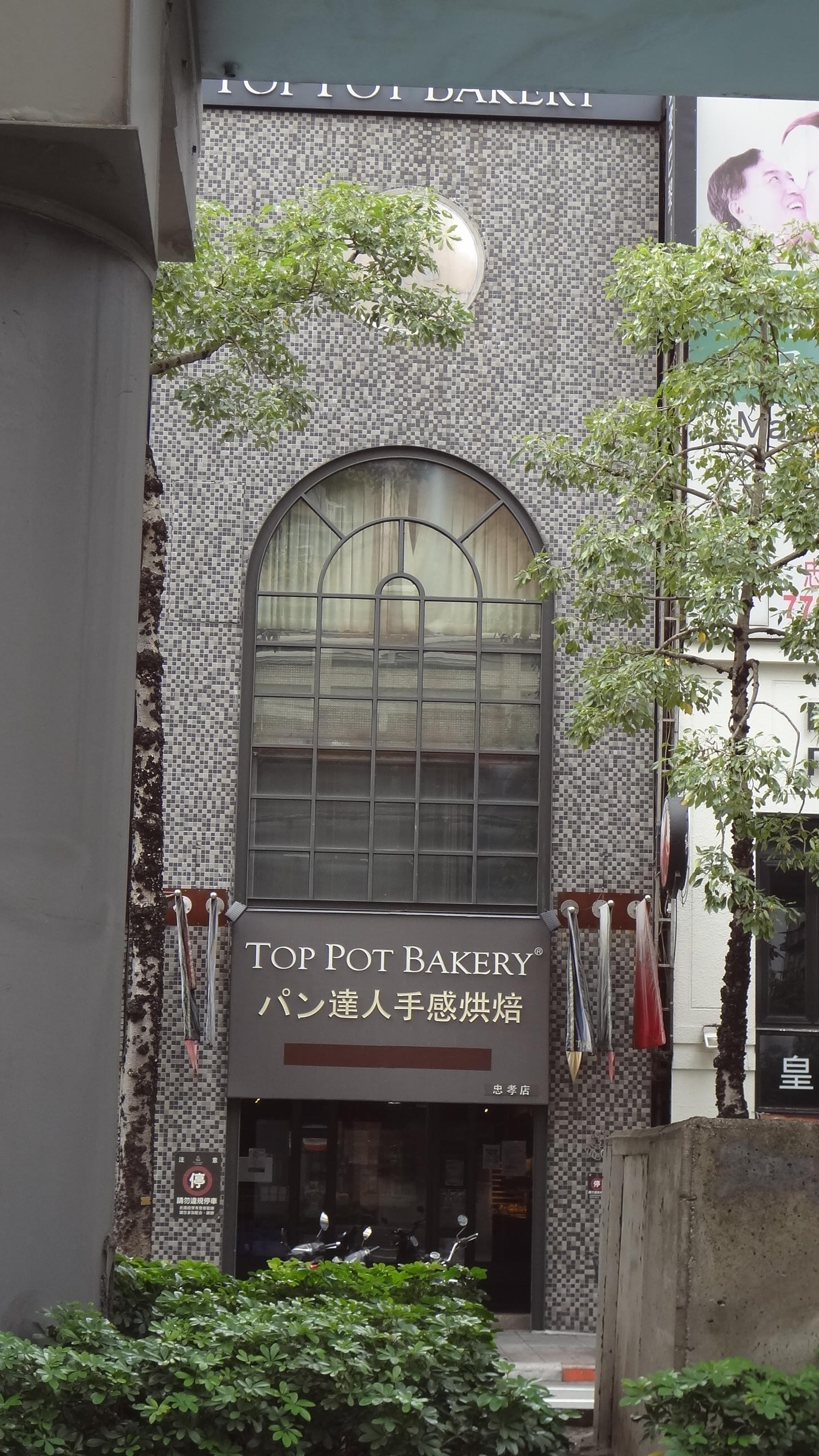
忠孝店
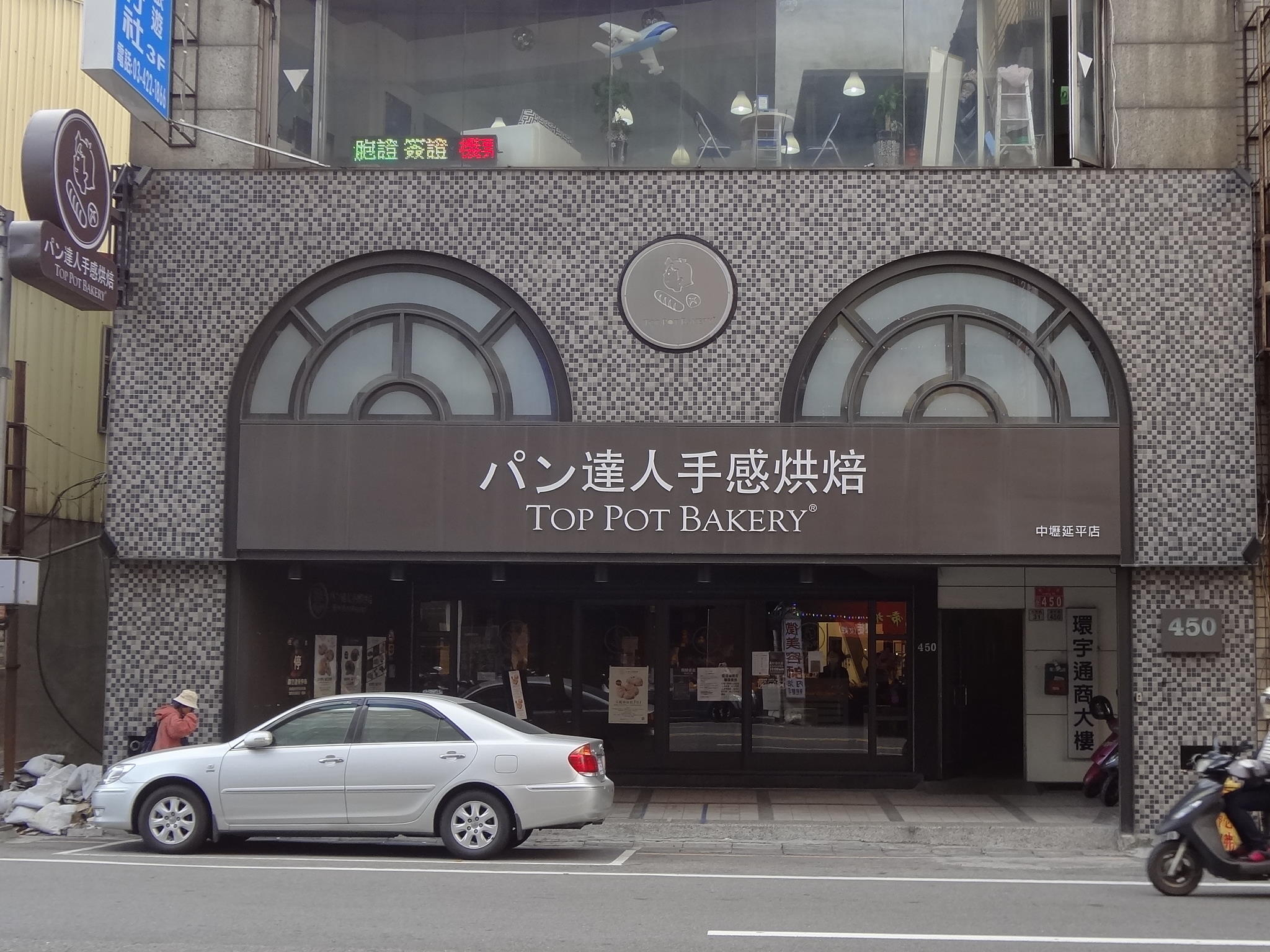
中壢延平店

香港
- 太子店：目前分店靠近香港地鐵太子站附近，近彌敦道763號。

上海
由豪潤（上海）餐飲有限公司所經營，董事長是蔡昆成，領導人是許雅鈞與小S。
- 一号店：位於上海市黃埔區商業步行街。
- 二号店：位於上海市静安区芮欧百货B2-30。

## 爭議事件發生起因
香港
- 胖達人之廣告標榜「天然酵母，無添加人工香料」。
- 但在2013年8月17日，香港部落客Keith（演奏家李冠集）在網路上發表文章質疑胖達人的產品添加人工香精[2][3]，對此胖達人揚言對Keith及傳播此訊息之網民提出告訴。

## 詐欺與爭議事件
台灣
- Keith在網路上發表文章質疑胖達人的產品添加人工香精不久之後，台北市政府衛生局稽查胖達人，發現9項人工香料（含有合法的食品添加物溶劑丙二醇及多種食用色素）；新北市政府衛生局亦查到胖達人外購酵母含乳化劑（脂肪酸山梨醇酐酯）[4]，連胖達人自製的「天然酵母」也拿不出天然證明或製作到發酵連續9天的品管紀錄，與先前聲明使用天然食材製造不符，涉及廣告不實。

- 2013年8月25日，研發胖達人麵包的「生技達人公司」前任董事長、現任董事莊鴻銘，接受檢察官偵訊時承認一開始就添加人工香料、香精。檢察官訊後將莊鴻銘由證人改列詐欺罪被告，以新台幣100萬元交保。[5][6]

- 2013年8月26日，胖達人推薦人兼非正式代言人之一的台灣藝人小S，代有投資生技達人的丈夫許雅鈞親自鞠躬致歉。[7][8]

- 2013年9月1日，胖達人台中公益店員工與顧客因退費發生衝突，一名男員工對顧客飆罵三字經[9]。

- 2014年1月2日，基因國際發布重大訊息公告，生技達人決議頂讓胖達人全臺灣七家營業據點，讓渡價格為新臺幣1268萬元[10]。

- 2014年2月26日，生技達人宣布減資新臺幣一億五千餘萬元，資本額只剩新臺幣10元，名存實亡。

- 2014年3月3日，「鼎尚餐飲有限公司」承接胖達人全臺灣八家營業據點並改掛「太陽王路易（Sun Louis）手感烘焙」招牌，胖達人走入歷史[11]。

- 2016年4月13日，承接胖達人的鼎尚餐飲有限公司解散。